# 34 км (Архангельская область)
34 км — железнодорожный разъезд в Приморском районе Архангельской области. Входит в состав Приморского сельского поселения.

## География
Железнодорожный разъезд находится к востоку от озера Кородское, на расстоянии 16 км к юго-западу от города Архангельск, административного центра района и области.

### Климат
Климат умеренно-континентальный, морской с продолжительной зимой и коротким прохладным летом. Зима длинная (до 250 дней) и холодная, с температурой воздуха до —26 °С и сильными ветрами. Средняя температура января — 15 °С. Лето прохладное, средняя температура июля + 16 °С. Осадков от 400 до 600 мм в год. В среднем за год около 27 % всех осадков выпадает в виде снега, 55 % — в виде дождя и 12 % приходится на мокрый снег и снег с дождём. Характерна частая смена воздушных масс, поступающих из Арктики и средних широт. Погода крайне неустойчива. Длина светового дня колеблется от 3 часов 30 минут (22 декабря) до 21 часа 40 минут (22 июня).

### Часовой пояс
Железнодорожный разъезд 34 км, как и вся Архангельская область находится в часовой зоне МСК (московское время). Смещение применяемого времени относительно UTC составляет +3:00.

## Население
| 2012 | 2012 |
| ---- | ---- |
| 0    | →0   |

## Инфраструктура
В населённом пункте отсутствует инфраструктура.